# Rijksbeschermd gezicht Apeldoorn - De Parken
Gezicht Apeldoorn - De Parken is een van rijkswege beschermd dorpsgezicht in de wijk De Parken in Apeldoorn in de Nederlandse provincie Gelderland. De procedure voor aanwijzing werd gestart op 10 december 2003. Het gebied werd op 26 augustus 2005 definitief aangewezen. Het beschermd gezicht beslaat een oppervlakte van 109,6 hectare.
Panden die binnen een beschermd gezicht vallen krijgen niet automatisch de status van beschermd monument. Wel zal de gemeente het bestemmingsplan aanpassen om nieuwe ontwikkelingen in het gebied te reguleren. De gezichtsbescherming richt zich op de stedenbouwkundige en cultuurhistorische waardering van een gebied en wil het toekomstig functioneren daarvan veiligstellen.